# Propiedad sustancial
En la teoría ontológica de la forma de Mario Bunge, una propiedad sustancial, rasgo sustancial o característica sustancial es un concepto primitivo que representa algo de una cosa. Es introducido en el primer postulado de la teoría de la forma.
| Sea {\displaystyle ~S} el conjunto de individuos sustanciales o algún subconjunto de ellos, y sean {\displaystyle ~T} a {\displaystyle ~Z} conjuntos no vacíos arbitrarios, iguales o diferentes de {\displaystyle ~S}. Entonces (i) cualquier propiedad sustancial en general se puede representar como un predicado (o función proposicional) de la forma {\displaystyle A:S\times T\times \dots \times Z\rightarrow } Proposición que incluye a {\displaystyle ~A}; (ii) cualquier propiedad sustancial individual, o propiedad de un individuo sustancial particular {\displaystyle s\in S}, se puede representar como el valor de un atributo en {\displaystyle ~s}, esto es, como {\displaystyle A(s,t,\dots ,z)}, donde {\displaystyle t\in T,\dots ,z\in Z}. Mario Bunge (1977) |

Así, por ejemplo, la inercia es una propiedad sustancial en general de los cuerpos, y se puede representar con el predicado {\displaystyle ~M} de masa, una magnitud que tiene la forma 
{\displaystyle M:C\times R\times T\times U_{M}\times \mathbb {R} ^{+}\rightarrow P}, donde {\displaystyle ~C} designa el conjunto de cuerpos, {\displaystyle ~R} el conjunto de marcos de referencia, {\displaystyle ~T} el conjunto de tiempos, {\displaystyle ~U_{M}} el conjunto de unidades de masa, {\displaystyle \mathbb {R} ^{+}} el conjunto de números reales positivos, y {\displaystyle ~P} es el conjunto de proposiciones de la forma {\displaystyle ~M(c,r,t,u_{M},n)}, tal que {\displaystyle c\in C,r\in R,t\in T,} {\displaystyle u_{M}\in U_{M},n\in \mathbb {R} ^{+}}. Por su parte, la desigualdad de ingreso de México en 2007 es una propiedad sustancial individual de ese país, y se puede representar con un valor del predicado {\displaystyle ~G} de coeficiente Gini: {\displaystyle ~G(M{\acute {e}}xico,2007,0.482)}.